# Alfred Brase
Alfred Brase († nach 1929)  war ein deutscher Landwirt, Rittergutsbesitzer und Preußischer Provinzialrat der Provinz Brandenburg sowie Politiker (Deutsche Volkspartei).

## Leben
Über die Biografie von Brase ist nur wenig bekannt. Er hatte zum Dr. rer. nat. promoviert und war bis 1920 Vorsitzender des Kreislandbundes Sorau-Forst.
1921 wurde er als Rittergutsbesitzer in Linderode im Kreis Sorau zu einem der fünf ordentlichen Mitglieder des Provinzialrates der Provinz Brandenburg durch den Brandenburgischen Provinzialausschuss gewählt. Brase besaß in Linderode das Rittergut C, das rund 190 Hektar umfasste.
Am 29. November 1925 wurde er für die DVP in den Brandenburgischen Provinziallandtag gewählt.

## Schriften
- "Untersuchungen über den Einfluß der Verschuldung ländlicher Besitztümer auf deren Bewirtschaftung.— In: Landwirtschaftliche Jahrbücher, Berlin, 1899, Bd. XXVIII, S. 253–310 und S. 160–168.